# Hans Olofsson Ström
Hans Olofsson Ström, född 15 oktober 1682, död 23 februari 1761 i Göteborg, var en svensk riksdagsman, grosshandlare och bruksägare.
Hans Olofsson Ström var son till handlaren och rådmannen i Marstrand Olof Hansson. 
Efter faderns död 1710 blev Hans Olofsson Ström 1711 ledamot av Göteborgs handelsgille och fick 1712 burskap som handlare i staden. Han inriktade sin verksamhet mot export av stångjärn och sågat virke. På grund restriktionerna kom han alltmer att inrikta sig mot import av för krigets fortsättande nödvändiga varor. Han importerade tillsammans med sin svåger Jöns Sahlgren salt från Portugal och främst spannmål från hamnar i Östersjön. Spannmålsimport var under vissa år ett krav för att få lov att exportera järn. Genom "frivilliga gåvor", tvångslån och leveranser på kredit till kronan lyckades han snart bli en av de ledande exportörerna av järn i Göteborg. 
År 1714 köpte han ett hus i Stora hamnen, och 1718 var han den högst taxerade privatpersonen i Göteborg. Han kom dock att få sin skatt sänkt sedan han hävdade sig felaktigt påförts skatt som bankir. Han verkar dock ha fortsatt att misstänkas för att ägna sig åt bankirverksamhet. Hans Olofsson Ström var 1719–1727 hospitalskassans föreståndare och skötte dess utlåning och skötte även kapitalplaceringar för andra privatpersoner. Han hade tidigare främst köpt järn i Värmland genom förlagsfinansiering vid järnbruken där, men flyttade 1719 över sin förlagsgivning till de skuldsatta bruken i Vessland och Strömsberg, varav det senare även innehade andelar i Dannemora gruva. Avsikten var redan från början att genom skuldsättning kunna tillskansa sig andelar i bruken. 
1719 gjorde han en betydlig utbetalning i mynttecken till bruksägaren Hans Gabriel Enander, men några veckor därefter devalverades de till halva värdet och föll snart ytterligare och Hans Olofsson Ström tvingades återta sin betalning. Sommaren därpå förstördes båda bruken i samband med rysshärjningarna, och det kom dröja några år innan produktionen kom igång igen. Hans Gabriel Enander avled 1720, och som störste fordringsägare i boet beslutade sig Hans Olofsson Ström för att lösa ut de övriga fordringsägarna. Det kom att leda till omfattande rättstvister. Sedan han fått kontrollen av bruken kom Hans Olofsson Ström kom att tillsätta sin bror Per Olofsson Ström som förvaltare av dem. Han försökte även få kontrollen över Hillebola bruk, men här kom han att möta motstånd från Charles De Geer, och lyckades först efter en utdragen ägarstrid bli ägare även till detta bruk. Hans Olofsson Ström kom att få betala ett högt pris, totalt nära 330 000 daler silvermynt för bruken och utsattes för diverse trakasserier från de adliga bruksägarna i Uppland som inte uppskattade den nye konkurrenten. År 1734 tvingades han sälja bruken igen till Charles de Geers arvingar. 
Från 1724 arrenderade han även Söderfors bruk, som däremot blev en god investering, och Hans Olofsson Ström behöll arrendet fram till 1742. År 1721 startade han tillsammans med Sebastian Grave uppbyggnaden av Gravendals och Fredriksbergs manufakturverk, där Grave stod för det praktiska arbetet och Ström för huvuddelen av finansieringen. Efter omfattande arbeten kunde anläggningen i Gravendal tas i bruk 1727. Anläggandet kom att sluka stora summor, och sedan Grave 1733 inte längre kunde fullgöra sina ekonomiska åtaganden drabbades Ström hårt, och 1734 begärde brodern Börge Ström och svågern Jacob Sahlgren inteckning på obetalda fordringar hos Hans Olofsson Ström. Han gick då till riksdagen, och lyckades utverka ett protektoral, ett så kallat "järnbrev" på 8 till 10 år med anstånd för att med avkastningen från sina manufakturverk betala fordringarna. År 1736 ordnades förehavandena mellan Grave och Hans Olofsson Ström genom att Ström övertog Gravendal och Strömsdal medan Grave fick Fredriksberg med tillhörande bruk och kompanjonskapet upphörde. Vinsterna steg dock endast långsamt. Efter höga priser på järn i början av 1720-talet hade priserna gått ned och brukens isolerade läge gjorde avkastningen låg. År 1738 begärde Jean Bedoire utmätning av lösöret på Gravendals herrgård för att betala skulderna till honom. När hans anstånd för återbetalning av skulderna gick ut visade sig Hans Olofsson Ströms tillgångar visserligen överstiga hans tillgångar, men huvuddelen av tillgångarna var dock bundna i Gravendals bruk. År 1743 begärde sig Hans Olofsson Ström i konkurs. Främste fordringsägare var dock svågern Niclas Sahlgren, och med stöd av ett antal andra släktingar med stora fordringar kunde borgenärerna överta driften av Gravendals bruk. Förbättrade konjunkturer och Niclas Sahlgrens insatser för att rationalisera driften ledde till att fordringarna kunde betalas och 1759 kunde Gravendals bruk utan skulder överlåtas som fideikommiss till Hans Olofsson Ströms fem huvudarvingar. 
Hans Olofsson Ström var fullmäktig för borgarståndet i Göteborg vid riksdagarna 1731 och 1734. Han var själv inte så intresserad och undanbad sig uppdraget sedan han utsetts 1731, med hänvisning till sina betungande ekonomiska affärer, men tvingades av Göteborgs borgmästare. Under båda riksdagarna var han ledamot av sekreta utskottet.